# Eklundshovs vattenverk

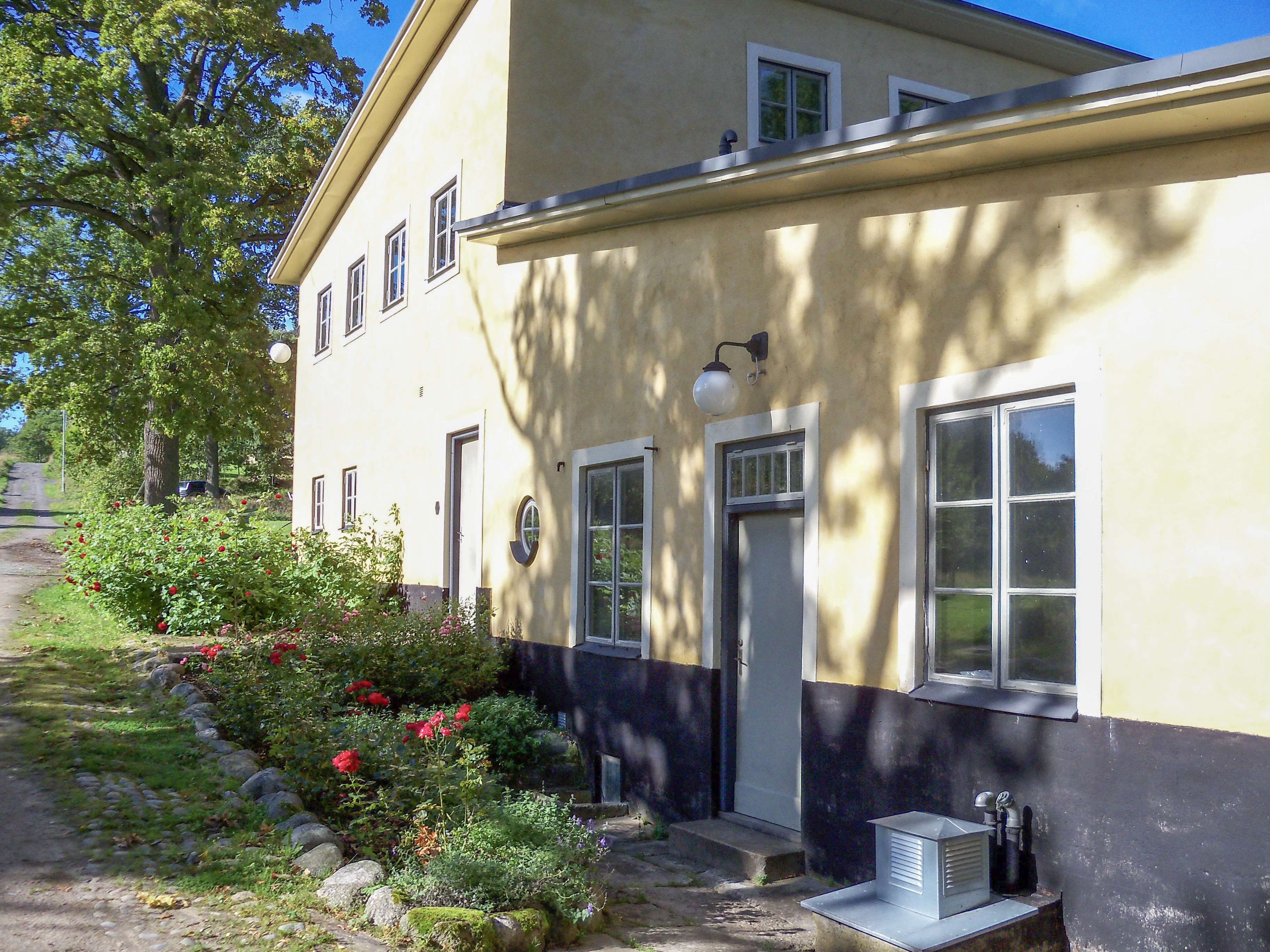
Eklundshovs vattenverk, 2011

Eklundshovs vattenverk är ett tidigare vattenverk och ett byggnadsminne i Kortebo i Jönköpings kommun.
Jönköpings första vattenverk Åsenverket öppnades 1864 och låg på Åsens gård sydväst om staden. Det tog sitt vatten från Junebäcken, men blev så småningom otillräckligt. Därför anlades i början av 1930-talet ett nytt vattenverk, som tog sitt vatten omkring 170 meter ut i Vättern, vilken sjö också i äldre tider hade varit stadens vattentäkt. Eklundshovs vattenverk invigdes 1933.
Eklundshovs vattenverk ligger på västra stranden av Vättern knappt fem kilometer norr om stadens centrum. Råvattnet har tagits ur Vättern och renats från fasta föroreningar i ett sandfilter. Vattenverket var reservvattenverk från 1958 efter uppförandet av Häggebergs vattenverk en kilometer därifrån och togs helt ur drift i början av 1970-talet.
Byggnaderna ritades i funktionalistisk stil av Göran Pauli. Den ena av de två äldre byggnaderna är uppförd i tegel, putsad och avfärgad i ockragult. Byggnaden inhyser bland annat pumprum samt pumpsal, pannrum, ställverksrum, entréhall, apparatrum för kemikalietillsatser och verkstad. Den andra byggnaden inrymmer intagsbrunnen. Vattenverket kompletterades 1953 med en tillbyggnad med filterbassäng och förrådsutrymmen. Byggnaderna blev byggnadsminnen 1998 och restaurerades 1998–2010.